# لوتار مندس
لوتار مندس (آلمانی: Lothar Mendes؛ ۱۹ مهٔ ۱۸۹۴ – ۲۵ فوریهٔ ۱۹۷۴) کارگردان فیلم و فیلم‌نامه‌نویس اهل آلمان بود.

## فیلم‌شناسی
- تداخل (۱۹۲۸)
- چهار پر (۱۹۲۹)
- پرواز برای آزادی (۱۹۴۳)
- تامپیکو (۱۹۴۴)